# IC 1942
IC 1942 је елиптична галаксија у сазвјежђу Часовник која се налази на листи објеката дубоког неба у Индекс каталогу.
Деклинација објекта је - 52° 40' 32" а ректасцензија 3h 27m 54,0s. Привидна величина (магнитуда) објекта IC 1942 износи 14,4 а фотографска магнитуда 15,4. IC 1942 је још познат и под ознакама ESO 155-34, DRCG 45-62, PGC 12907.